# Aj (rzeka)
Aj (ros. Ай; baszk. Әй) – rzeka w europejskiej części Rosji, w Baszkirii i obwodzie czelabińskim, lewy dopływ Ufy. Jej długość wynosi 549 km; dorzecze zajmuje powierzchnię 15 000 km².
Źródła rzeki znajdują się w paśmie Uraltau, w Uralu Południowym. Początkowo płynie ona kotliną śródgórską w kierunku północnym, następnie skręca w kierunku zachodnim i przecina kilka mniejszych pasm górskich. W dolnym biegu wpływa na Płaskowyż Ufijski, gdzie wpada do Ufy. Reżim śnieżny. Rzeka jest pokryta lodem od przełomu października i listopada do kwietnia. Występują niewielkie sztuczne zbiorniki. Nad rzeką leży miasto Złatoust.